# Relaciones Estados Unidos-Liberia
Las relaciones Estados Unidos-Liberia son las relaciones diplomáticas entre Estados Unidos y Liberia.

## Historia

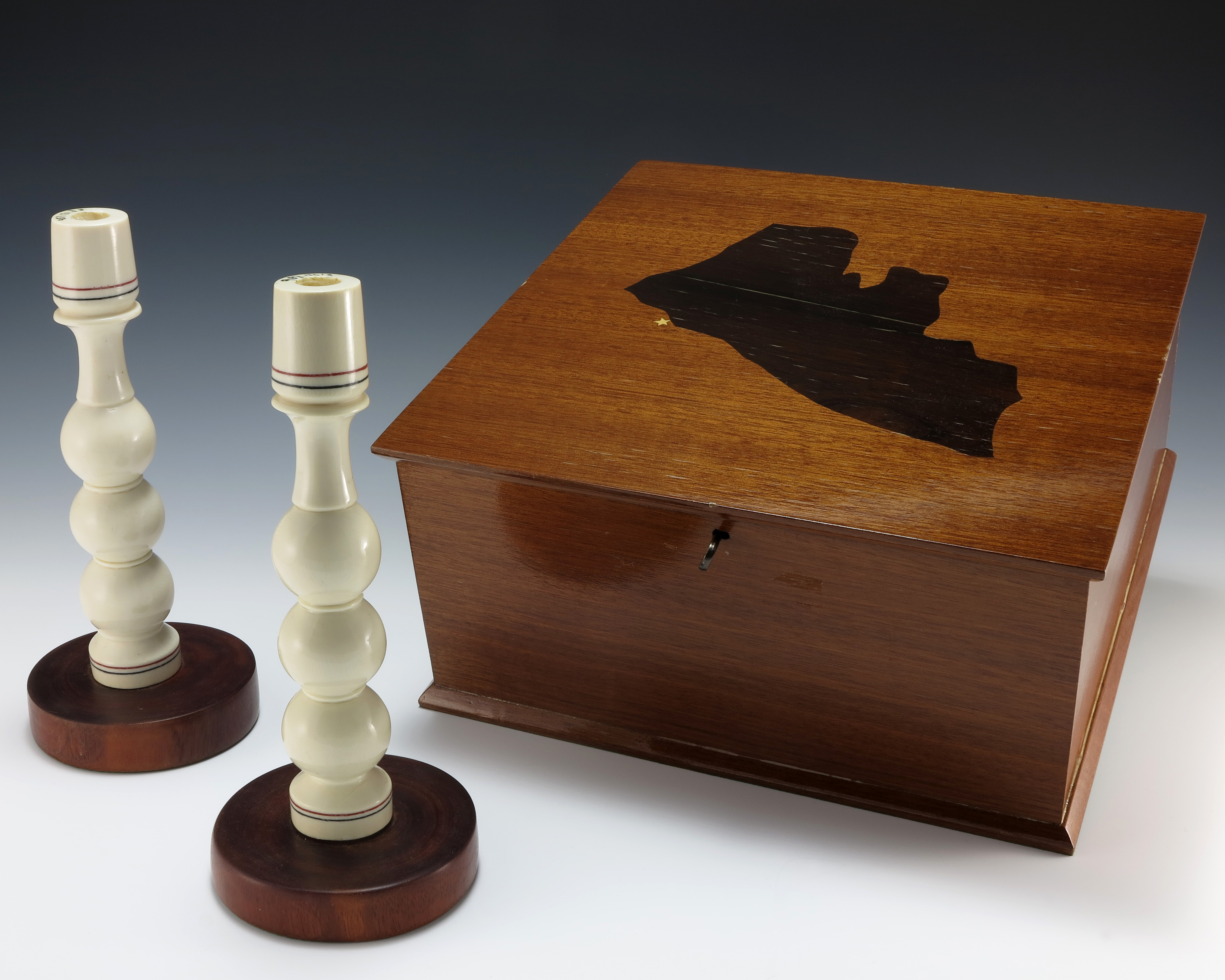
Un par de candelabros de marfil con una caja de presentación de madera que fue entregada al presidente estadounidense Gerald Ford por el presidente de Liberia William R. Tolbert.

Las relaciones de los Estados Unidos con Liberia se remontan a 1819, cuando el Congreso de los Estados Unidos asignó $100 000 (cien mil dólares) para el establecimiento de Liberia. Los Estados Unidos reconocieron oficialmente a Liberia en 1862, 15 años después de su establecimiento como nación soberana, y las dos naciones compartieron vínculos diplomáticos, económicos y militares muy estrechos hasta los años noventa.

### Ayuda estadounidense a los liberiano-estadounidenses
Los Estados Unidos tuvieron una larga historia de intervención en los asuntos internos de Liberia, enviando ocasionalmente embarcaciones navales para ayudar a los estadounidense-liberianos, que constituían la minoría gobernante, a sofocar las insurrecciones de las tribus indígenas (en 1821, 1843, 1876, 1910 y 1915). Para 1909, aunque Liberia enfrentaba serias amenazas externas a su soberanía por parte de las potencias coloniales europeas sobre los préstamos extranjeros impagos y la anexión de sus fronteras, en la práctica seguía siendo un protectorado de los Estados Unidos.
El presidente William Howard Taft dedicó una parte considerable de su Primer Mensaje Anual al Congreso (7 de diciembre de 1909) a la cuestión de Liberia, observando los estrechos vínculos históricos entre los dos países que dieron lugar a una intervención más amplia:
Se recordará que el interés de los Estados Unidos en la República de Liberia surge del hecho histórico de la fundación de la República por parte de la colonización de ciudadanos estadounidenses de la raza africana. En un tratado temprano con Liberia hay una disposición en virtud de la cual se puede pedir ayuda o asistencia a los Estados Unidos. De conformidad con esta disposición y en el espíritu de la relación moral de los Estados Unidos con Liberia, la República solicitó el año pasado a este Gobierno que prestara asistencia para resolver algunos de sus problemas nacionales, y por lo tanto la Comisión fue enviada a través del océano en dos cruceros.
En 1912, Estados Unidos dispuso un préstamo internacional a 40 años de $1 700 000 (un millón setecientos mil dólares), contra el cual Liberia tuvo que aceptar que cuatro potencias occidentales (Estados Unidos, Gran Bretaña, Francia y Alemania) controlaran los ingresos del Gobierno de Liberia durante los próximos 14 años, hasta 1926. La administración estadounidense de la policía fronteriza de Liberia también estabilizó la frontera con Sierra Leona y controló las ambiciones francesas de anexar más territorio liberiano. La marina estadounidense también estableció una estación de carbón en Liberia, consolidando así su presencia. Cuando comenzó la Primera Guerra Mundial en 1914, Liberia no declaró la guerra a Alemania a pesar de las fuertes presiones de Inglaterra y Francia dado que los alemanes eran los principales inversores y socios comerciales del país. Sin embargo, cuando Estados Unidos entró a la guerra en 1917, Liberia se vio obligada a declarar la guerra a Alemania y expulsó a los comerciantes alemanes residentes. Como resultado, Liberia sufrió económicamente. Este hecho demostró una vez más la condición de protectorado de Liberia.
En 1926, el gobierno de Liberia otorgó una concesión a la compañía estadounidense de caucho Firestone para comenzar la plantación de caucho más grande del mundo en Harbel. Al mismo tiempo, Firestone arregló un préstamo privado por 5 millones de dólares a Liberia.
En la década de 1930 Liberia volvió a estar prácticamente en bancarrota, y luego de algunas presiones estadounidenses, aceptó un plan de asistencia de la Liga de las Naciones. Como parte de este plan, dos funcionarios clave de la Liga fueron colocados en posiciones para "asesorar" al gobierno de Liberia.

### Segunda Guerra Mundial

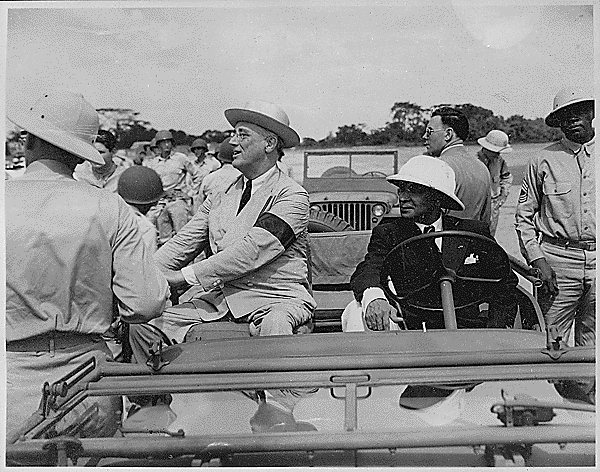
El presidente Edwin Barclay (derecha) y el presidente de los Estados Unidos Franklin D. Roosevelt durante la Segunda Guerra Mundial, enero de 1943.

Durante la Segunda Guerra Mundial, Liberia se unió a los  Aliados y Monrovia fue sede de importantes bases logísticas aliadas. Firestone era un gran proveedor de municiones para los aliados.

### Desde 1970
Las relaciones entre Liberia y Estados Unidos se volvieron tensas entre 1971 y 1980 debido al establecimiento de relaciones diplomáticas con el presidente liberiano William R. Tolbert con la Unión Soviética y otros Bloque del Este. En 1978, el presidente de los Estados Unidos Jimmy Carter realizó la primera visita presidencial oficial a Liberia.
Durante la década de 1980, los Estados Unidos establecieron vínculos especialmente estrechos con Liberia como parte de un esfuerzo de la Guerra Fría para reprimir los movimientos comunistas en África. El gobierno de  Samuel Doe fue considerado por los estrategas estadounidenses como especialmente importante para sus políticas de la Guerra Fría en África y su gobierno recibió de los Estados Unidos entre 500 y 1300 millones de dólares durante la década de 1980, a través de canales directos e indirectos. Además, en Liberia se encontraban una estación de relevo para Voz de América y una gran torre de navegación, y allí estaba la principal base africana de la CIA durante la mayor parte de este período.

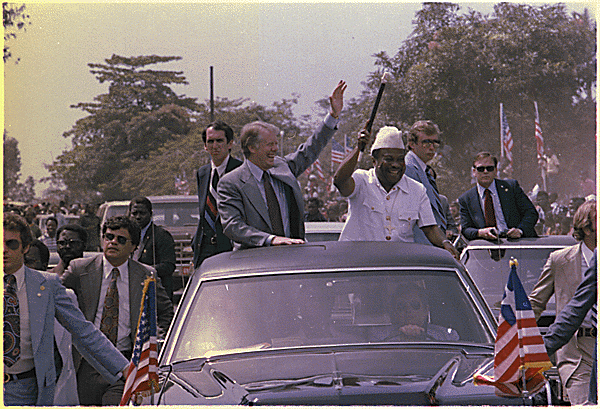
El presidente liberiano Tolbert y el presidente de los Estados Unidos Jimmy Carter (en automóvil, izquierda) en Monrovia.

El ascenso del gobierno de Charles Taylor, la guerra civil de Liberia, la inestabilidad regional y los abusos de derechos humanos ocasionaron la interrupción de las estrechas relaciones anteriores entre Liberia y los Estados Unidos. La elección de Charles Taylor en 1997 fue supervisada por la Comunidad Económica de Estados de África Occidental, y los Estados Unidos reconocieron oficialmente el resultado y el nuevo gobierno. Sin embargo, durante la presidencia de Taylor, los Estados Unidos cortaron la ayuda financiera y militar directa al gobierno de Liberia, retiraron las operaciones del Cuerpo de Paz, impusieron prohibiciones de viaje a EE. UU. a Taylor, miembros de su familia y altos funcionarios del gobierno liberiano; y criticaron con frecuencia al gobierno de Charles Taylor. Gran parte de la tensión liberiano-estadounidense de este período se debe al reconocido apoyo del gobierno de Liberia al Frente Revolucionario Unido, un grupo rebelde que operó en Sierra Leona y la región circundante. Debido a la intensa presión de la comunidad internacional y los Estados Unidos, junto con organizaciones cívicas de Liberia como Mujeres de Liberia Acción Masiva para la Paz, Charles Taylor renunció a su cargo el 11 de agosto de 2003.
La renuncia y el exilio de Charles Taylor en 2003 trajo cambios en las relaciones diplomáticas entre los Estados Unidos y Liberia. El 30 de julio de 2003, los Estados Unidos propusieron un proyecto de resolución del Consejo de Seguridad de la ONU para autorizar el despliegue de una fuerza de estabilización multinacional. A pesar de las preocupaciones expresadas sobre el procesamiento en la Corte Penal Internacional, el presidente de los Estados Unidos George W. Bush envió 200 infantes de marina al aeropuerto de Monrovia para apoyar los esfuerzos de mantenimiento de la paz. Los Estados Unidos también desplegaron buques de guerra a lo largo de la costa de Liberia como parte del esfuerzo de estabilización. Los Estados Unidos entregaron $1 160 000 000 (mil ciento sesenta millones de dólares) a Liberia entre los años 2004 y 2006.

## USAID
La Agencia de los Estados Unidos para el Desarrollo Internacional (USAID) implementa el programa de asistencia para el desarrollo del gobierno de los Estados Unidos. La estrategia de reconstrucción posterior al conflicto de USAID se centra en la reintegración y se está moviendo cada vez más hacia un enfoque de desarrollo a más largo plazo. Los esfuerzos de rehabilitación incluyen proyectos de infraestructura nacional y comunitaria, como la construcción de caminos, la restauración de edificios gubernamentales y la capacitación de liberianos en habilidades vocacionales. USAID también financia programas de educación básica, mejora la educación de los niños, se centra en las niñas y capacita a maestros. En el área de la salud, los programas de la USAID incluyen clínicas de atención primaria de salud, prevención del VIH/sida y un gran programa de malaria. USAID apoya los programas sobre el estado de derecho, el establecimiento de clínicas de asistencia legal y centros de abuso de víctimas, la capacitación de jueces y abogados, los esfuerzos de reconciliación y consolidación de la comunidad comunitaria, y proyectos anticorrupción para promover la transparencia y la rendición de cuentas en las entidades del sector público. USAID también está brindando apoyo para fortalecer la legislatura y otros procesos políticos. USAID está fortaleciendo el papel de la sociedad civil en la prestación de servicios y abogando por el buen gobierno. El programa de financiamiento total de USAID para estos programas en el año fiscal 2007 fue de $65 900 000 (sesenta y cinco millones novecientos mil dólares).
En 2009, se ofreció a Liberia un contrato de $17 500 000 (diecisiete millones quinientos mil dólares) con la Fundación Internacional para Sistemas Electorales como conducto. Este dinero se destina a apoyar las elecciones elecciones generales de Liberia, 2011 y 2014 al Senado.

## Funcionarios de Estados Unidos
Entre los principales funcionarios de los Estados Unidos estuvieron:
- Embajadora: Christine A. Elder
- Jefe de misión adjunto: Karl Albrecht
- Consejero de gestión: Steven Cowper
- Consejero político/económico: William McCulla
- Oficial económico
- Oficial de asuntos públicos
- Oficial Consular: Steven Harper
- Directora de USAID: Patricia Rader
- Jefe de la Oficina de Cooperación de Seguridad

La embajada de los Estados Unidos está ubicada en Monrovia.